# Emmanuel Wembi
Emmanuel Tondjo Wembi (nacido el 24 de octubre de 1997 en Charlotte, Carolina del Norte) es un jugador de baloncesto estadounidense con pasaporte congoleño. Con 2,05 metros de altura, juega en la posición de ala-pívot en el Hestia Menorca de la Primera FEB.

## Trayectoria deportiva
Es un jugador formado en el Rocky River High School de su ciudad natal hasta 2015, antes de formar durante dos temporadas de la Universidad de Catawba pero no llegó a jugar con los Catawba Indians. En 2017, ingresa en la Universidad Lenoir-Rhyne, ubicada en Hickory, Carolina del Norte en la NCAA Division II, donde jugaría otras dos temporadas con los Lenoir–Rhyne Bears, desde 2017 a 2019.
En 2019, tras no ser drafteado firma por el KK Alkar de la A1 Liga de Croacia.
En la temporada 2020-21, firma por el Tallinna Ulikool/Kalev de la Latvian-Estonian Basketball League, donde juega durante dos temporadas.
En la temporada 2022-23, firma por el Saint-Quentin Basketball de la LNB Pro B, donde jugaría hasta diciembre de 2022.
En enero de 2023, firma por el BK Ventspils de la Latvian-Estonian Basketball League, con el que promedia 13,2 puntos, 8,5 rebotes y 2,3 asistencias en 15 partidos estando una media de 26 minutos.
En agosto de 2023, firma por el Libertadores de Querétaro de la Liga Nacional de Baloncesto Profesional de México, donde disputa 40 partidos en los que promedia 6,2 puntos, 4,8 rebotes, 2 asistencias, un 57 por ciento en el tiro de dos, un 24 en el triple y un 72 en el tiro libre jugando una media de 18 minutos por encuentro.
El 21 de diciembre de 2023, llega al Real Betis Baloncesto de la Liga LEB Oro, en el que jugaría hasta el 27 de marzo de 2024.
En la temporada 2024-25, firma por el San Pablo Burgos de la Primera FEB, con el que logra el ascenso a la Liga Endesa.
En la temporada 2025-26, firma por el Hestia Menorca de la Primera FEB.